# Mestaruussarja 1982
La Mestaruussarja 1982 fu la settantatreesima edizione della massima serie del campionato finlandese di calcio, la cinquantaduesima come Mestaruussarja. Il campionato, con il formato a doppia fase, venne vinto dal Kuusysi.

## Squadre partecipanti
| Club        | Città       | Stagione 1981                                                 |
| ----------- | ----------- | ------------------------------------------------------------- |
| Haka        | Valkeakoski | 3º posto in Mestaruussarja                                    |
| HJK         | Helsinki    | Campione di Finlandia                                         |
| Ilves       | Tampere     | 5º posto in Mestaruussarja                                    |
| Koparit     | Kuopio      | 2º posto in Mestaruussarja (come KPT Kuopio)                  |
| KPV         | Kokkola     | 3º posto nella fase per la salvezza, 2º posto in I divisioona |
| KTP         | Kotka       | 6º posto in Mestaruussarja                                    |
| Kuopion Elo | Kuopio      | 2º posto nella fase per la salvezza, 3º posto in I divisioona |
| KuPS        | Kuopio      | 7º posto in Mestaruussarja                                    |
| Kuusysi     | Lahti       | 1º posto nella fase per la salvezza, 1º posto in I divisioona |
| OPS         | Oulu        | 8º posto in Mestaruussarja                                    |
| Sepsi-78    | Seinäjoki   | 4º posto nella fase per la salvezza                           |
| TPS         | Turku       | 4º posto in Mestaruussarja                                    |

## Prima fase

### Classifica finale
|  | Pos. | Squadra     | Pt | G  | V  | N  | P  | GF | GS | DR  |
|  | ---- | ----------- | -- | -- | -- | -- | -- | -- | -- | --- |
|  | 1.   | TPS         | 29 | 22 | 11 | 7  | 4  | 48 | 20 | +28 |
|  | 2.   | Koparit     | 29 | 22 | 11 | 7  | 4  | 41 | 22 | +19 |
|  | 3.   | Haka        | 28 | 22 | 9  | 10 | 3  | 45 | 31 | +14 |
|  | 4.   | Ilves       | 26 | 22 | 10 | 6  | 6  | 46 | 38 | +8  |
|  | 5.   | HJK         | 25 | 22 | 11 | 3  | 8  | 53 | 39 | +14 |
|  | 6.   | Kuusysi     | 25 | 22 | 11 | 3  | 8  | 36 | 26 | +10 |
|  | 7.   | KPV         | 25 | 22 | 11 | 3  | 8  | 38 | 29 | +9  |
|  | 8.   | KuPS        | 21 | 22 | 8  | 5  | 9  | 24 | 41 | -17 |
|  | 9.   | OPS         | 18 | 22 | 7  | 4  | 11 | 24 | 43 | -19 |
|  | 10.  | Sepsi-78    | 17 | 22 | 6  | 5  | 11 | 33 | 44 | -11 |
|  | 11.  | KTP         | 11 | 22 | 4  | 3  | 15 | 29 | 55 | -26 |
|  | 12.  | Kuopion Elo | 10 | 22 | 3  | 4  | 15 | 28 | 57 | -29 |

Legenda:
      Ammesse alla fase per il titolo
      Ammesse alla fase per la salvezza
Note:
Due punti a vittoria, uno a pareggio, zero a sconfitta.

## Seconda fase

### Fase per il titolo
Nella fase per il titolo le squadre portavano la metà dei punti conquistati al termine della prima fase (arrotondati per eccesso nel caso di punteggio dispari).

#### Classifica finale
|  | Pos. | Squadra | Pt | G  | V  | N  | P  | GF | GS | DR  |
|  | ---- | ------- | -- | -- | -- | -- | -- | -- | -- | --- |
|  | 1.   | Kuusysi | 24 | 29 | 16 | 4  | 9  | 49 | 30 | +19 |
|  | 2.   | HJK     | 22 | 29 | 15 | 4  | 10 | 62 | 47 | +15 |
|  | 3.   | Haka    | 22 | 29 | 12 | 12 | 5  | 54 | 40 | +14 |
|  | 4.   | TPS     | 21 | 29 | 14 | 7  | 8  | 64 | 32 | +32 |
|  | 5.   | Koparit | 21 | 29 | 13 | 9  | 7  | 51 | 30 | +21 |
|  | 6.   | KPV     | 19 | 29 | 14 | 3  | 12 | 49 | 44 | +5  |
|  | 7.   | Ilves   | 18 | 29 | 12 | 7  | 10 | 56 | 57 | -1  |
|  | 8.   | KuPS    | 16 | 29 | 9  | 8  | 12 | 31 | 51 | -20 |

Legenda:
      Campione di Finlandia e ammessa alla Coppa dei Campioni 1983-1984
      Vincitore della Suomen Cup 1982 e ammessa in Coppa delle Coppe 1983-1984
      Ammessa in Coppa UEFA 1983-1984
Note:
Due punti a vittoria, uno a pareggio, zero a sconfitta.

### Fase per la salvezza
Alla fase per la salvezza accedevano le squadre classificatesi dal nono al dodicesimo posto della prima fase e le prime quattro classificate nella I divisioona. Le squadre partivano con dei punti di bonus in base al piazzamento raggiunto nella prima fase.

#### Classifica finale
|  | Pos. | Squadra      | Pt | G | V | N | P | GF | GS | DR  |
|  | ---- | ------------ | -- | - | - | - | - | -- | -- | --- |
|  | 1.   | RoPS         | 15 | 7 | 6 | 0 | 1 | 12 | 4  | +8  |
|  | 2.   | Reipas Lahti | 14 | 7 | 5 | 0 | 2 | 10 | 11 | -1  |
|  | 3.   | KTP          | 13 | 7 | 5 | 1 | 1 | 16 | 6  | +10 |
|  | 4.   | OPS          | 13 | 7 | 3 | 3 | 1 | 13 | 5  | +8  |
|  | 5.   | MP           | 8  | 7 | 2 | 2 | 3 | 11 | 9  | +2  |
|  | 6.   | Sepsi-78     | 7  | 7 | 1 | 2 | 4 | 10 | 14 | -4  |
|  | 7.   | Kuopion Elo  | 4  | 7 | 1 | 1 | 5 | 11 | 21 | -10 |
|  | 8.   | FinnPa       | 2  | 7 | 0 | 1 | 6 | 3  | 16 | -13 |

Legenda:
      Ammesse in Mestaruussarja
      Ammesse in I divisioona
Note:
Due punti a vittoria, uno a pareggio, zero a sconfitta.
Punti di bonus:
OPS e Reipas Lahti: 4 punti
Sepsi-78 e RoPS: 3 punti
KTP e MP: 2 punti
Elo Kuopio e FinnPa: 1 punto